# Dubhe
Dubhe (alpha Ursae Majoris) is een heldere ster in het sterrenbeeld Grote Beer (Ursa Major).
De ster staat ook bekend als Dubb en Ak; Dubb betekent in het Arabisch "Beer".